# Соболёво (Пермский край)
Соболёво — деревня в Юсьвинском муниципальном округе Пермского края России.

## Географическое положение
Деревня расположена в южной части Юсьвинского муниципального округа недалеко от берега Иньвы, на её правом притоке — реке Иван-Шорка, на расстоянии примерно 8 километров по прямой на юго-восток от села Купрос.

## История
Деревня была известна с 1782 года, первоначальное название Митина. Деревня состоит из двух частей: нижняя часть — это бывшая отдельная деревня Васькино, верхняя часть, которая находится за рекой — это уже само Соболёво. До 2020 года входила в состав Купросского сельского поселения Юсьвинского района.

## Климат
Климат умеренно-континентальный. Средняя температура июля +17,7°С, января −15,8°С. Среднегодовое количество осадков составляет 664 мм, причем максимальное суточное количество достигает 68 мм, наибольшая высота снежного покрова 66-93 см. Средняя температура зимой (январь)- 15,8°С (абсолютный минимум — 53°С), летом (июль)+ 17,7 °С (абсолютный максимум + 38°С). Заморозки в воздухе заканчиваются в III декаде мая, но в отдельные годы заморозки отмечаются в конце апреля или начале июня. Осенние заморозки наступают в первой-начале второй декаде сентября. Средняя продолжительность безморозного периода 100 дней.

## Население
Постоянное население составляло 65 человек (68 % коми-пермяки, 31 % русские) в 2002 году, 28 человек в 2010 году.